# Carn viva
Carn viva (títol original:Prime Cut) és una pel·lícula estatunidenca del director Michael Ritchie estrenada el 1972. Ha estat doblada al català.

## Argument
La pel·lícula conta la història d'un guardaespatlles de la màfia (Lee Marvin) que és enviat a Kansas City i encarregat de recuperar els diners que deu un misteriós bandit (Gene Hackman) Aquest no té evidentment la intenció de pagar. Un escorxador serveix de façana a les verdaderes activitats del bandit, o sigui la prostitució i la venda de droga. Les encisadores prostitutes, la principal vedette de les quals és Sissi Spacek, són drogades i venudes com a bestiar. Una estranya relació unirà el guardaespatlles i la prostituta.

## Repartiment
- Lee Marvin
- Gene Hackman
- Sissy Spacek